# Brenda Hale, baronessa Hale di Richmond
Brenda Marjorie Hale, baronessa Hale di Richmond (Leeds, 31 gennaio 1945), è una politica e giudice britannica, presidente della Corte suprema del Regno Unito dal 5 settembre 2017 all'11 gennaio 2020.

## Biografia
Nata a Leeds, nel West Yorkshire, da una coppia di dirigenti scolastici, ha studiato a Richmond, nel North Yorkshire. Ha proseguito gli studi presso il Girton College dell'Università di Cambridge, laureandosi in legge come prima della classe nel 1966.
Dopo alcuni anni di praticantato presso l'Università Victoria di Manchester, è stata chiamata alla barra dalla Gray's Inn nel 1969, lavorando par-time come barrister per i successivi 18 anni.
Nominata Recorder nel 1989, è entrata a far parte prima della sezione famiglia dell'Alta corte di giustizia nel 1994, e in seguito è diventata la seconda donna ad entrare nella Corte d'appello, dopo Elizabeth Butler-Sloss, entrando allo stesso tempo nel Consiglio privato di sua maestà.
Il 12 gennaio 2004 è stata nominata come lord of appeal in ordinary, prima donna a ottenere tale titolo, venendo creata baronessa Hale di Richmond di Easby nel North Yorkshire. Con tale nomina è anche entrata a far parte della Corte suprema del Regno Unito, prima donna a raggiungere tale ruolo. È divenuta presidente della Corte suprema il 5 settembre 2017, e della camera dei lord come lord temporale.

### Provvedimenti giudiziari
Nel settembre 2019, la corte suprema da lei presieduta, con voto unanime, ha annullato, dichiarandola illegale, la sospensione del Parlamento inglese voluta dal primo ministro Boris Johnson.

## Vita privata
Nel 1968 Lady Hale sposò Anthony Hoggett, anch'egli docente di diritto all'Università di Manchester; la coppia ha avuto una figlia. Dopo il divorzio nel 1992, si risposò con Julian Ferrand, suo collega nella Law Commission.